# Họ Điều nhuộm
Họ Điều nhuộm (danh pháp khoa học: Bixaceae), là một họ thực vật hai lá mầm. Trong hệ thống Cronquist, nó được đặt trong bộ Hoa tím (Violales). Tuy nhiên, trong các phân loại mới hơn, nó được di chuyển, cùng với một vài họ khác trước đây cũng thuộc bộ Hoa tím, sang bộ Cẩm quỳ (Malvales). Loài được biết đến nhiều nhất trong họ này là điều nhuộm (Bixa orellana), nguồn cung cấp annatto, thuộc về chi điển hình của họ.
Theo thông tin trên trang web của APG II, truy cập ngày 13 tháng 7 năm 2007, họ Bixaceae nghĩa rộng (sensu lato) bao gồm 4 chi và khoảng 21-25 loài, mặc dù hai chi Cochlospermum và Amoreuxia với khoảng 15 loài đôi khi được đặt trong họ riêng của chính chúng là họ Huỳnh hoa đăng (Cochlospermaceae) còn chi Diegodendron với 1 loài duy nhất, đặc hữu của Madagascar là Diegodendron humbertii được tách ra thành họ riêng của nó là Diegodendraceae.
Mặc dù chỉ là một họ nhỏ, nhưng họ này lại có sự đa dạng về kích thước các loài cây, bao gồm cả các cây thân gỗ, cây thân thảo và cây bụi. Về mặt sinh sản, các loài này là lưỡng tính, và tất cả đều có 5 cánh hoa. Tất cả các loài trong họ Bixaceae đều sinh ra nhựa mủ màu đỏ, da cam hay vàng.